# Longavesnes
Longavesnes – miejscowość i gmina we Francji, w regionie Hauts-de-France, w departamencie Somma.
Według danych na rok 2011 gminę zamieszkiwały 83 osoby, a gęstość zaludnienia wynosiła 20 osób/km² (wśród 2293 gmin Pikardii Longavesnes plasuje się na 887. miejscu pod względem liczby ludności, natomiast pod względem powierzchni na miejscu 962.).